# René du Bellay (chevalier)
René du Bellay (mort en 1621), seigneur de La Flotte-Hauterive, de Chanteloup (à Laval), Chemeré-le-Gaudin, d'Argentré, chevalier des ordres du roi, fut lieutenant pour le roi dans la province du Maine.

## Famille
Il est le fils de René du Bellay (vers 1545 - vers 1596), seigneur de La Flotte, chevalier des ordres du Roi, et de Jeanne de Souvré.
Il épousa Catherine Le Vayer, dame de Lignerolles et de Bellefille (vers 1571 - 1656), dont le père fut tué par ordre de Charles IX, ayant pris la liberté de parler à ce roi du dessein de la Saint-Barthélémy la veille du jour prévu.

Une fois veuve, Catherine Le Vayer fut gouvernante des filles de la reine, puis dame d'honneur.

## Biographie
Un nouveau terrain devait être acheté derrière la chapelle Saint-Guillaume, en 1580, dans le dessein d'agrandir l'église Saint-Vénérand de Laval. Jehan Nail et François Ernault, procureurs de la fabrique (la paroisse), achetèrent de Julienne Loriot, veuve de Jean Le Balleur, demeurant au faubourg du Pont-de-Mayenne, une petite maison située dans la cour-Chevalier, près de l'église, côté du couchant,. Cette maison était dans les limites du fief de Chanteloup. René du Bellay acquitta le prix de cet achat. L'assemblée de la paroisse prit envers lui l'engagement de faire graver ses armes sur une pierre de taille ou de tuffeau, au lieu le plus élevé et le plus éminent de la chapelle que l'on allait construire.
Les habitants de la paroisse de Saint-Vénérand adressèrent une supplique à René du Bellay, lieutenant du Roi au gouvernement du Maine en l'absence d'Henri de Lavardin,  pour qu'il voulût bien exempter la maison destinée aux Ursulines de Laval des droits dont elle était redevable envers lui par son fief de Chanteloup. René du Bellay, accordant aux habitants leur demande, exempta les maison, cour et jardin de tous droits à son égard.
Il fut gouverneur de Metz, et lieutenant du roi en Touraine. Il repose depuis 1620 dans l'église d'Argentré. L'Abbé Angot indique que l'on peut y lire, sur une plaque de marbre, cette inscription:
« Épitaphe anagramatique de deffunct messire René du Bellay, vivant chevalier de l'ordre, baron de la Flotte, et de dame Catherine Le Vayer, son espouse. René du Bellay : Rallie du bien. Des grandeurs se pert la mémoire, Des honneurs se ternit la gloire, De stable au monde n'y a rien. Le temps qui toute chose passe Le los pourtant de cil n'efface Qui mort se rallie du bien. Catherine Le Vayer : El en vraye charité. Des honneurs mondains tu deslie Ton cœur et du bien te rallie Pour obtenir l'éternité. Ce sont effès d'une âme saincte D'avoir de Dieu l'amour et craincte. Des deus : La mort qui sépara ses espous en leurs vies Les rejoint par les lois de la fatalité. Icy leurs corps ; au ciel sont leurs âmes unies Il rallie du bien et en vraye Charité. »

## Armoiries
D'argent à la bande fuselée de gueules, accompagnée de six fleurs de lys d'azur, mises en orle, 3 en chef et 3 en pointe

## Sources partielles
- « René du Bellay (chevalier) », dans Alphonse-Victor Angot et Ferdinand Gaugain, Dictionnaire historique, topographique et biographique de la Mayenne, Laval, A. Goupil, 1900-1910 [détail des éditions] (BNF 34106789, présentation en ligne)